# هندرسون (كارولاينا الشمالية)
هندرسون (بالإنجليزية: Henderson, North Carolina)‏ هي مدينة تقع في الولايات المتحدة في مقاطعة فانس، كارولاينا الشمالية. يقدر عدد سكانها بـ 15,368 نسمة ومساحتها 21.4 كم2 وترتفع عن سطح البحر 154 متر.

## التركيبة السكانية
حدّد مكتب تعداد الولايات المتحدة بيانات التركيبة السكانية لهندرسون في تعداد الولايات المتحدة. في ما يلي، التركيبة السكانية حسب تعدادي 2000 و2010.

### تعداد عام 2000
بلغ عدد سكان هندرسون 16,095 نسمة بحسب تعداد عام 2000، وبلغ عدد الأسر 6,332 أسرة وعدد العائلات 4,120 عائلة مقيمة في المدينة. في حين سجلت الكثافة السكانية 720.5 نسمة لكل كيلومتر مربع (1,866.1/ميل2). وبلغ عدد الوحدات السكنية 6,870 وحدة بمتوسط كثافة قدره 307.5 لكل كيلومتر مربع (796.4/ميل2).
وتوزع التركيب العرقي للمدينة بنسبة 36.76% من البيض و59.17% من الأمريكيين الأفارقة و0.27% من الأمريكيين الأصليين و0.64% من الأمريكيين ذوي الأصول الآسيوية و0.02% من سكان جزر المحيط الهادئ و2.36% من الأعراق الأخرى و0.77% من عرقين مختلطين أو أكثر و5.13% من الهسبانيون أو اللاتينيون من أي عرق.
بلغ عدد الأسر 6,332 أسرة كانت نسبة 36.8% منها لديها أطفال تحت سن الثامنة عشر تعيش معهم، وبلغت نسبة الأزواج القاطنين مع بعضهم البعض 34.1% من أصل المجموع الكلي للأسر، ونسبة 26.7% من الأسر كان لديها معيلات من الإناث دون وجود شريك، بينما كانت نسبة 4.3% من الأسر لديها معيلون من الذكور دون وجود شريكة وكانت نسبة 34.9% من غير العائلات. تألفت نسبة 30.7% من أصل جميع الأسر من عدة أفراد يعيشون في نفس المنزل ونسبة 14.4% كانت تتألف من شخص يعيش بمفرده يبلغ من العمر 65 عاماً أو أكثر. وبلغ متوسط حجم الأسرة المعيشية 2.47، أما متوسط حجم العائلات فبلغ 3.05.
بلغ العمر الوسطي للسكان 35.5 عاماً. وكانت نسبة 27.4% من القاطنين تحت سن الثامنة عشر، وكانت نسبة 8.7% بين الثامنة عشر والرابعة والعشرين عاماً، ونسبة 26.2% كانت واقعةً في الفئة العمرية ما بين الخامسة والعشرين والرابعة والأربعين عاماً، ونسبة 20% كانت ما بين الخامسة والأربعين والرابعة والستين، ونسبة 14.9% كانت ضمن فئة الخامسة والستين عاماً فما فوق. يوجد لكل 100 أنثى 81.6 ذكر، ويوجد لكل 100 أنثى في الثامنة عشر من عمرها فما فوق 74.6 ذكر.

### تعداد عام 2010
بلغ عدد سكان هندرسون 15,368 نسمة بحسب تعداد عام 2010، وبلغ عدد الأسر 6,164 أسرة وعدد العائلات 3,770 عائلة مقيمة في المدينة. في حين سجلت الكثافة السكانية 687.9 نسمة لكل كيلومتر مربع (1,781.7/ميل2). وبلغ عدد الوحدات السكنية 7,101 وحدة بمتوسط كثافة قدره 317.9 لكل كيلومتر مربع (823.4/ميل2).
وتوزع التركيب العرقي للمدينة بنسبة 30% من البيض و64.04% من الأمريكيين الأفارقة و0.31% من الأمريكيين الأصليين و0.83% من الأمريكيين ذوي الأصول الآسيوية و3.44% من الأعراق الأخرى و1.38% من عرقين مختلطين أو أكثر و6.39% من الهسبانيون أو اللاتينيون من أي عرق.
بلغ عدد الأسر 6,164 أسرة كانت نسبة 33.8% منها لديها أطفال تحت سن الثامنة عشر تعيش معهم، وبلغت نسبة الأزواج القاطنين مع بعضهم البعض 28.3% من أصل المجموع الكلي للأسر، ونسبة 27.9% من الأسر كان لديها معيلات من الإناث دون وجود شريك، بينما كانت نسبة 4.9% من الأسر لديها معيلون من الذكور دون وجود شريكة وكانت نسبة 38.8% من غير العائلات. تألفت نسبة 33.3% من أصل جميع الأسر من عدة أفراد يعيشون في نفس المنزل ونسبة 15.2% كانت تتألف من شخص يعيش بمفرده يبلغ من العمر 65 عاماً أو أكثر. وبلغ متوسط حجم الأسرة المعيشية 2.41، أما متوسط حجم العائلات فبلغ 3.08.
بلغ العمر الوسطي للسكان 38.6 عاماً. وكانت نسبة 25.5% من القاطنين تحت سن الثامنة عشر، وكانت نسبة 9.6% بين الثامنة عشر والرابعة والعشرين عاماً، ونسبة 22.7% كانت واقعةً في الفئة العمرية ما بين الخامسة والعشرين والرابعة والأربعين عاماً، ونسبة 24.9% كانت ما بين الخامسة والأربعين والرابعة والستين، ونسبة 17.3% كانت ضمن فئة الخامسة والستين عاماً فما فوق. وتوزع التركيب الجنسي للسكان بنسبة 44.4% ذكور و55.6% إناث.

## أعلام
- تشارلي روز
- باستر ماينارد
- ديفيد هندرسون
- شيرلي أوينز
- جيرالد ألستون